# Arjen Robben
Arjen Robben (* 23. ledna 1984, Bedum, Nizozemsko) je bývalý nizozemský reprezentační fotbalista, který nastupoval na pozici křídla. Robbenovými přednostmi byl driblink, rychlost, kontrola míče a střelba z větších vzdáleností. Jeho kariéra byla poznamenána četnými zraněními. Přes 30 ligových utkání odehrál v jediné sezóně v počátcích kariéry. Je považován za jednoho z nejlepších fotbalistů své generace a jedno z nejlepších křídel, zejména po přesunu napravo.
Profesionálem se stal v klubu FC Groningen, aby jako význačný talent v 18 letech přestoupil po dvou sezónách do jednoho z nejslavnějších nizozemských klubů, PSV Eindhoven. Nizozemským mistrem se stal v první ze dvou sezón zde strávených, též byl vyhlášen talentem roku. Po Euru 2004 opustil Eredivisii a zamířil do anglické Premier League. Chelsea FC pomohl vyhrát a posléze obhájit tituly, které byly pro klub první po 50 letech a zvítězil rovněž v Poháru FA. Obdržel cenu Bravo pro největšího evropského talenta. V roce 2007 jej koupil Real Madrid, s nímž Robben v první sezóně ovládl španělskou Primeru División. Druhá éra Galácticos vyústila v příchody hvězdných jmen a Robbenův odchod do Německa, kde roku 2009 posílil FC Bayern Mnichov.
Ve dresu Bayernu se stal německým mistrem v prvním roce, celkově Bundesligu vyhrál osmkrát. Během úvodních čtyř let v Bavorsku se s týmem třikrát probojoval do finále Ligy mistrů UEFA (2009/10, 2011/12, 2012/13). Zvítězil až v tom třetím v roce 2013 ve Wembley, kde vstřelil vítězný gól z pokutového kopu. Tento triumf Bayernu přisoudil treble, německý tým v daném roce totiž vyhrál i německou ligu a pohár. Během 10 let zde získal 20 klubových trofejí. V roce 2014 se jeho jméno objevilo v nejlepší sestavě podle FIFPro a UEFA. V témž roce skončil čtvrtý v anketě Zlatý míč (Ballon d'Or). Společně s Franckem Ribérym v Německu utvořil nebezpečné ofenzivní duo přezdívané Robbery. Sportovní kariéru ukončil v roce 2019, v roce 2020 se ale vrátil a podepsal roční smlouvu v Groningenu. Stálá zranění plný návrat neumožnila a v roce 2021 aktivní kariéru ukončil definitivně.
Od roku 2003 do roku 2017 odehrál za reprezentaci Nizozemska 96 utkání a vstřelil 37 gólů. Odehrál tři evropská mistrovství – Euro 2004, Euro 2008 a Euro 2012, přičemž si v roce 2004 odnesl bronzovou medaili. Představil se na Mistrovství světa 2010, v jehož finále Nizozemsko potřetí v dějinách prohrálo a obdrželo medaile stříbrné. Světové mistrovství si zahrál i v roce 2006 a v roce 2014, kdy s národním mužstvem vybojoval bronz a obdržel Bronzový míč pro třetího nejlepšího hráče turnaje. Navíc byl jmenován do All-Star týmu.

## Klubová kariéra

### Nizozemsko
S fotbalem začal v klubu FC Groningen, odkud odešel za 3 900 000 € do dalšího nizozemského celku PSV Eindhoven. Teprve tam se naplno projevily Robbenovy kvality a začaly se o něj zajímat velkokluby jako Manchester United a další. V roce 2003 získal Cenu Johana Cruijffa (Johan Cruijff Prijs), která se v Nizozemsku každoročně uděluje nejlepším mladým hráčům do 21 let. Arjen odcestoval v roce 2004 do Londýna, kde se setkal s trenérem Manchesteru United sirem Alexem Fergusonem, jenž za něj nabídl PSV 7 000 000 €. Tato částka se zdála zástupcům PSV Eindhoven neadekvátní, čehož využil majitel Chelsea FC Roman Abramovič, když přispěchal s nabídkou 18 000 000 €. Tuto částku PSV Eindhoven akceptoval.

### Chelsea

#### Sezóna 2004/05
Byl jedním z několika příchozích fotbalistů do klubu ovládaném ruským miliardářem Romanem Abramovičem se značnými fotbalovými ambicemi, který rovněž posílil trenér José Mourinho, ten byl však angažován až po Robbenově přestupu. Poranění nártu, jež mělo svůj původ na Euru, odložilo jeho soutěžní debut o tři měsíce. V Anglii nezklamal a svými výkony se zařadil mezi nejlepší ligové hráče. Prvním soutěžním utkáním Robbena bylo ligové střetnutí proti Blackburnu 23. října 2004. Ve dresu Chelsea si prvně zahrál evropské poháry dne 2. listopadu na půdě CSKA Moskva a jediným gólem utkání rozhodl o výhře, čtvrté výhře ve skupině Ligy mistrů ze čtyř utkání. O čtyři dny později zvítězila Chelsea týmž výsledkem na domácím stadionu Stamford Bridge v lize nad Evertonem s Robbenem jako autorem gólu. Za listopad obdržel ocenění pro nejlepšího ligového hráče měsíce. V důležitém utkání s Arsenalem – londýnským rivalem – dne 12. prosince si připsal asistenci, když jeho centr z rohového kopu gólovou hlavičkou zužitkoval kapitán John Terry. Chelsea na stadionu Highbury uhrála remízu 2:2 a udržela pětibodový náskok před svým soupeřem v tabulce.
Na začátku února se v ligovém zápase zranil a chyběl mimo jiné o tři týdny později ve finále ligového poháru s Liverpoolem. Na úspěšné pouti do později vyhraného finále se podílel například v listopadu gólem v prodloužení proti Newcastle United ve čtvrtém kole. Bez Robbena bylo mužstvo oslabeno v útočné potenci a během 355 minut od jeho zranění dokázalo napříč zápasy skórovat jednou. Na konci dubna si Chelsea výhrou nad Boltonem tři kola před koncem zajistila první mistrovský titul od roku 1955.
Za 18 ligových utkání vstřelil 7 gólů a dočkal se nominace na cenu Svazu profesionálních fotbalistů (Professional Footballers' Association, PFA) pro nejlepšího mladého fotbalistu roku v Premier League, ta ovšem připadla Waynu Rooneymu.

#### Sezóna 2005/06
Chelsea v cestě za obhajobou dále posílila kádr trenéra José Mourinha, jenž v útoku nadále spoléhal na hrotového útočníka Didiera Drogbu, jehož z křídel doplňovali Robben a Damien Duff, kterým sekundovali Joe Cole a nová posila Shaun Wright-Phillips. Sezónu odstartovalo utkání anglického superpoháru Community Shield 7. srpna 2005. Chelsea s Robbenem v sestavě porazila 1:0 Arsenal. V úvodním ligovém kole dne 8. srpna nastoupil v základní sestavě proti Wiganu a odehrál první poločas nakonec vítězného duelu. Gólově se prosadil 17. září v utkání s Charltonem v 6. kole při výhře 2:0. Chelsea tak zvítězila i šesté ligové utkání. Dne 1. listopadu opět střídal předčasně ve skupinovém utkání Ligy mistrů, kdy Chelsea prohrála na půdě Betisu Sevilla. Na podzim značnou část utkání nedohrál a byl vystřídán a během jediné podzimní prohry v lize na stadionu Manchesteru United pět dní po neúspěchu v Seville nebyl kvůli zranění k dispozici. Nominace na Zlatý míč čítající 50 fotbalistů se týkala i Robbena. Proti Arsenalu dne 18. prosince otevřel skóre a pomohl Chelsea utvořit devítibodový náskok v ligové tabulce, který po výhře 2:0 následoval.
Dne 15. ledna 2006 vstřelil v utkání se Sunderlandem vítězný gól na 2:1, který běžel oslavit s fanoušky. Avšak rozhodčí mu za to udělil druhou žlutou kartu, po které následovala červená a tudíž vyloučení. Dne 4. března se v utkání s West Bromwich Albion skluzem dopustil faulu na soupeřova hráče Jonathana Greeninga, za což byl vyloučen. Chelsea obhájila mistrovský titul, naopak v Lize mistrů nepřešla osmifinále. Robbenova častá zranění a nedisciplinovanost vyvolala spekulace ohledně možného přestupu například k Tottenhamu, jehož trenér a Robbenův krajan Martin Jol o křídelníka Chelsea stál.

#### Sezóna 2006/07
V utkání o Community Shield dne 13. srpna odehrál 62 minut, jeho Chelsea však po výsledku 1:2 podlehla Liverpoolu. O týden později byl u prvního ligového gólu nové sezóny, když jeho centrovaný míč usměrnil hlavou do branky Manchesteru City John Terry. V úvodním kole zvítězila domácí Chelsea poměrem 3:0. V říjnu se opětovně dočkal nominace na cenu Zlatý míč. V průběhu prosince se Chelsea snažila dohnat náskok vedoucího Manchesteru United a zaznamenala dvě venkovní výhry 3:2. Při druhé z nich 23. prosince na stadionu Wiganu připravil spoluhráčům první dva góly a ve druhé minutě nastavení rozhodl o výhře 3:2.
Ve finále ligového poháru proti Arsenalu 25. února nahradil ve druhém poločase defenzivního záložníka Makélélého a byla to právě jeho nahrávka Drogbovi, která rozhodla o výhře 2:1. Proti Portu 6. března v odvetném utkání osmifinále Ligy mistrů vstřelil vyrovnávací gól. Nakonec Chelsea vyhrála 2:1. Krátce se objevil v semifinále Ligy mistrů s Liverpoolem, když 1. května nastoupil do prodlužované odvety. V rozstřelu neuspěl, jeho penaltu vychytal Pepe Reina a finále si tak zahrál Liverpool. Robben byl v jarní části opět limitován zraněními.
Manchester United se stal anglickým mistrem, Chelsea však na úkor konkurenta vybojovala pohárový double. Pro Robbena bylo finále Poháru FA odehrané 19. května posledním utkáním za klub. Ve druhém poločase nahradil Joe Colea a v prodloužení byl sám střídán Ashleym Colem.

### Real Madrid
Po sporech s trenérem José Mourinhem ale v létě 2007 Chelsea opustil a zamířil do Realu Madrid za 36 000 000 €, kde podepsal 5letý kontrakt. Debutoval 18. září 2007 v zápase Ligy mistrů UEFA proti Werderu Brémy, který Real Madrid vyhrál 2:1. V utkání Robben střídal Raúla. Ligový debut přišel 23. září 2007 v utkání s Realem Valladolid (zápas skončil remízou 1:1), v němž Robben střídal Roystona Drenthe.

### Bayern Mnichov

#### Sezóna 2009/10
28. srpna 2009 přestoupil za 25 000 000 € do Bayernu Mnichov. Debutoval o den později v úvodním utkání nové ligové sezóny, ve kterém nastoupil na druhý poločas proti obhajujícímu Wolfsburgu a při výhře 3:0 vstřelil dva góly. Louis van Gaal, jeho trenér a zároveň krajan, okomentoval jeho premiéru těmito slovy: „Potvrdil svoji třídu. Všichni bychom měli být pyšní, že nyní hraje za nás. Je náročné zvládnout to co on. Ještě tři dny zpátky byl hráčem Madridu. Včera dorazil sem a neznal nikoho vyjma svého nového trenéra a jednoho či dvou spoluhráčů a následně zahrál takhle. Je to neuvěřitelné.“ Ve druhém kole si poprvé zahrál Der Klassiker, což je jedno z největších derby německého fotbalu mezi Bayernem a Borussií Dortmund. Dne 12. září pomohl jednou asistencí zvítězit výrazně 5:1 na soupeřově hřišti.
Proti Fiorentině v únorovém osmifinále Ligy mistrů dovedl domácí k výhře 2:1 vstřelením gólu. V odvetě na Stadio Artemio Franchi 9. března se znovu zapsal mezi střelce a pomohl mužstvu vzdor porážce 2:3 postoupit do čtvrtfinále. Jím vstřelený gól z takřka 30 metrů snižující výsledek na konečných 2:3 tak vzhledem k pravidlu o venkovních gólech sehrál klíčovou roli. Díky tomuto pravidlu překonal Bayern také Manchester United, finalistu předchozích dvou ročníků. Kvůli zranění chyběl Robben v prvním ze dvou utkání, avšak v tom odvetném 7. dubna skóroval. V německé lize poprvé zaznamenal hattrick dne 17. dubna. Mužstvo z Mnichova porazilo 7:0 Hannover 96. Dne 21. dubna byl klíčovým mužem Bavorů při semifinálové výhře 1:0 nad Olympiquem Lyon. Bayern Mnichov vyhrál i v odvetě a zamířil do finále Ligy mistrů, v němž se 22. května 2010 střetl s Interem Milán a v němž se pro změnu Robben střetl se svým bývalým trenérem Josém Mourinhem, onehdy vedoucím Chelsea. Ačkoli na stadionu Santiago Bernabéu prožil v důsledku porážky 0:2 zklamání, patřil mezi nejlepší hráče svého týmu a pro soupeřovu obranu představoval značnou hrozbu.
Ve 33. kole pomohl vyhrát dne 1. května 3:1 na domácím hřišti proti Bochumi a po dvou letech zajistit mistrovský titul. V sezóně byl nejlepším střelcem klubu. Robben dotáhl bavorské mužstvo i do finále v domácím poháru (DFB-Pokal). V únorovém čtvrtfinále se jedním gólem podílel na postupovém výsledku 6:2 v duelu s Greuther Fürth. Individuální akcí zahájenou v polovině hřiště a zakončenou jediným gólem semifinálového prodlužovaného utkání 24. března zaručil finále na úkor Schalke 04. Ve finále odehraném 15. května na Olympijském stadionu v Berlíně otevřel skóre proměněním pokutového kopu a podpořil vítězství 4:0 nad Werderem Brémy, obhajujícím tento pohárový triumf.
V roce 2010 získal v Německu ocenění Fotbalista roku. Byl nominován na nejlepšího záložníka v sezóně Ligy mistrů, cenu si však nakonec odnesl jeho reprezentační spoluhráč Wesley Sneijder z Interu Milán.

#### Sezóna 2010/11
Sezóna 2010/11 začala pro Robbena špatně, nizozemský fotbalista si totiž přivodil opětovné zranění hamstringů, které jej takřka připravily o světové mistrovství a po něm nebyly správně doléčeny. Bavorský klub byl ze situace rozezlen a po Nizozemském svazu KNVB žádal kompenzaci. Návrat na hřiště se uskutečnil dne 15. ledna 2011 při vítězném klání s Wolfsburgem a v dalším ligovém zápase o týden později byl již součástí základní jedenáctky při výhře 5:1 nad Kaiserslauternem. Proti Hoffenheimu 12. února nasadil trenér van Gaal v sezóně prvně dvojici Ribéry-Robben, kteří doma soupeře pomohli přehrát 4:0. Robben vstřelil góly dva a nahrával na Gómezův gól ve druhé minutě. V repríze předešlého finále Ligy mistrů se 23. února zasadil o venkovní výhru 1:0 na stadionu milánského Interu, kdy opět asistoval gólu Maria Gómeze v nastaveném čase. Navzdory další jedné Robbenově asistenci Bayern domácí odvetu březnového osmifinále nezvládl a Interu podlehl 2:3, čímž byl pravidlem o venkovních gólech vyřazen. Na začátku března neodvrátil domácí porážku se Schalke v národním poháru, zatímco v průběhu měsíce zaznamenal hattrick v lize proti Hamburku při výhře 6:0. V dubnu klub po remíze s Norimberkem propustil trenéra, Robben v daném ligovém utkání obdržel červenou kartu za inzultaci rozhodčího po závěrečném hvizdu. Dne 7. května se dvěma góly a třemi asistencemi podílel na vítězství 8:1 nad St. Pauli, která soupeři zaručila pád do druhé ligy a Bayernu Ligu mistrů v příští sezóně. Tuto sezónu tak klub zakončil bez jakékoliv trofeje.
Jeho sólo proti Schalke ověnčený gólem byl v listopadu nominován na Cenu Ference Puskáse (oficiálně FIFA Puskás Award) udělovanou autorovi nejhezčího gólu.

#### Sezóna 2011/12
Na konci sezóny 2011/2012 neproměnil několik důležitých penaltových kopů, i proto jeho klub Bayern Mnichov nezískal v sezóně ani jednu trofej, ke kterým měl blízko (např. vítězství v německém poháru DFB-Pokal (zde ale penaltu proměnil) a v Lize mistrů UEFA, ve finále Ligy mistrů UEFA neproměnil za nerozhodného stavu 1:1 pokutový kop v prodloužení proti Petru Čechovi z Chelsea FC). O tři dny později v přátelském utkání Bayernu Mnichov proti reprezentaci Nizozemí se dostal ve druhém poločase na hřiště a byl vypískán frustrovanými fanoušky Bayernu. Ve finále DFB Pokalu proti Borussii Dortmund tentokrát se štěstím proměnil pokutový kop, na vítězství to nestačilo, bavorský klub podlehl soupeři 2:5. 3. května 2012 klub oznámil, že s Arjenem Robbenem prodloužil smlouvu až do roku 2015.

#### Sezóna 2012/13
31. října 2012 v zápase DFB-Pokalu proti 1. FC Kaiserslautern vstřelil dva góly, Bayern zvítězil 4:0. Ve 22. kole bundesligové sezóny 2012/13 zaznamenal gól na hřišti Wolfsburgu, když skóroval v 92. minutě. Zápas skončil vítězstvím Bayernu 2:0. 22. února 2013 byl na hřišti při drtivé domácí výhře 6:1 nad Werderem Brémy, v ligovém zápase vstřelil jeden gól. Ve 27. bundesligovém kole 30. března 2013 vstřelil 2 góly při kanonádě 9:2 nad Hamburkem. S klubem slavil v sezóně zisk ligového titulu již 6 kol před koncem soutěže, ve 28. kole německé Bundesligy. V posledním kole Bundesligy 17. května 2013 vstřelil gól proti Borussii Mönchengladbach (výhra 4:3).
V základní skupině F Ligy mistrů 2012/13 7. listopadu 2012 vstřelil jeden gól francouzskému týmu Lille OSC a podílel se tak na jeho debaklu 6:1. V prvním zápase semifinále 23. dubna 2013 byl u výhry 4:0 nad Barcelonou, která byla dosud suverénní. Robben odehrál stejně jako jeho spoluhráči velmi dobré utkání a v 73. minutě vstřelil třetí gól svého celku. Bayern si zajistil výbornou pozici do odvety. Arjen se jednou trefil i v odvetě 1. května, Bayern zvítězil na Camp Nou 3:0 a suverénním způsobem postoupil do finále. V něm 25. května ve Wembley proti Borussii Dortmund přihrál na první gól Mario Mandžukićovi a sám vstřelil vítězný gól krátce před koncem řádné hrací doby, když se prokličkoval k zakončení v pokutovém území. Bayern zvítězil 2:1, získal nejprestižnější pohár v evropském fotbale a Robben byl ústřední postavou finálového duelu. Ve finále DFB-Pokalu 1. června 2013 porazil Bayern s Robbenem v sestavě VfB Stuttgart 3:2 a získal tak treble (tzn. vyhrál dvě hlavní domácí soutěže plus titul v Lize mistrů resp. PMEZ) jako sedmý evropský klub v historii.

#### Sezóna 2013/14
27. července 2013 na začátku nové sezóny vstřelil dva góly v utkání DFL-Supercupu (německý fotbalový Superpohár), ale Bayern podlehl Borussii Dortmund na stadionu Signal Iduna Park 2:4. Proti Mainzu 19. října vyrovnával na 1:1 a za průběžného stavu 3:1 se po 80. minutě chtěl ujmout penalty, nový trenér Pep Guardiola se ovšem rozhodl pro Thomase Müllera, který proměnil a určil výhru 4:1. 23. října 2013 v domácím utkání Ligy mistrů 2013/14 proti Viktorii Plzeň se po faulu na něj kopal pokutový kop, který proměnil Franck Ribéry. Guardiola Robbena ke kopu z postranní čáry pobízel, ten však odmítl. Souboj německého mistra s českým vyzněl jednoznačně pro Bayern 5:0. Prosincové zranění kolena mu znemožnilo start na Mistrovství světa klubů FIFA v Maroku, na němž Bayern zvítězil.
Na hřišti Arsenalu 19. února v prvním utkání osmifinále Ligy mistrů byl Robben v pokutovém území faulován brankářem Wojciechem Szczęsnym, který byl proto vyloučen. David Alaba sice neproměnil, přesto Bayern zvítězil 2:0. Dne 1. března vstřelil hattrick v duelu se Schalke při domácí výhře 5:1 a tým nabral již dvacetibodový náskok v ligové tabulce. Bayern si titul zajistil v průběhu března v rekordním čase sedm kol před koncem. S klubovými představiteli se domluvil na prodloužení končící smlouvy a nově se Bayernu upsal do roku 2017. Rozhodnutí trenéra šetřit opory pro čtvrtfinále Ligy mistrů vyústilo 5. dubna v porážku 0:1 s Augsburgem. Bez Robbena prohrál mistr po 53 ligových utkáních a stanovil tak nový rekord Bundesligy. Pouť Bayernu skončila v semifinále proti Realu Madrid, Robben ale mohl na konci sezony slavit obhajobu ligového titulu a vítězství v německém poháru.

#### Sezóna 2014/15
Robben zaznamenal po jednom gólu a asistenci dne 22. srpna 2014 v utkání s Wolfsburgem, díky čemuž mužstvo vkročilo do nové ligové sezóny vítězně. V srpnu se ucházel o cenu pro nejlepšího evropského fotbalistu za sezónu 2013/14, anketu UEFA však ovládl Cristiano Ronaldo. Dne 21. října vstřelil v základní skupině E Ligy mistrů UEFA 2014/15 dva góly italskému klubu AS Řím, Bayern vyhrál v Itálii vysoko 7:1. Dne 1. listopadu Bayern Mnichov otočil výsledek domácího střetnutí s Dortmundem a byl to Robben, který v závěru zápasu vstřelil z penalty vítězný gól. Proti Freiburgu 16. prosince vstřelil při výhře 2:0 první ze dvou gólů mnichovského mužstva, který tímto protáhl sérii bez porážky na 20 utkání. Sám nizozemský křídelník zaznamenal 100. gól za klub. V průběhu prosince byl navíc v rodné zemi zvolen Sportovcem roku. V minulosti se to mezi nizozemskými fotbalisty zdařilo jen Johanu Cruijffovi (1973, 1974) a Ruudu Gullitovi (1987).
Proti Hannoveru 7. března odehrál 100. vítězný zápas za Bayern Mnichov, čehož dosáhl za rekordních 126 zápasů. Nečekanou porážku 0:2 od Borussie Mönchengladbach 22. března doprovázelo Robbenovo zranění břišních svalů, po kterém mu skončila sezóna. Nizozemský fotbalista prováděl rekonvalescenci s podporou renomovaného doktora Hanse-Wilhelma Müllera-Wohlfahrta, navzdory skutečnosti, že německý doktor právě spolupráci s klubem ukončil. Za 21 ligových zápasů vstřelil Robben 17 gólů a jednalo se proto o jeho nejlepší sezónu v Německu z pohledu gólů. Společně s klubovým kolegou Robertem Lewandowskim mu náleželo dělené druhé místo mezi střelci, jako první se umístil Alexander Meier. Podle magazínu kicker byl druhým nejlépe hodnoceným hráčem sezóny německé ligy.

#### Sezóna 2017/18
Na začátku listopadu podpořil výhru 3:1 na půdě Borussie Dortmund svým typickým gólem levačkou po 17 minutách. Po utkání měl na kontě 93 gólů v německé lize a stal se nejlepším klubovým střelcem původem z ciziny, kterým byl do toho dne Brazilec Giovane Élber. Dalším překonaným byl rekord Williho Lippense, který byl před Robbenem nizozemským fotbalistou s nejvíce góly v německé lize.

#### Sezóna 2018/19
Pod novým trenérem Nikem Kovačem odstartoval sezónu na střídačce. Do druhého poločasu proti Hoffenheimu nastoupil namísto zraněného Comana a v nastaveném čase přidal další gól na 3:1.
Ve třetím kole proti Leverkusenu pomohl ke třetí výhře v Bundeslize v řadě, když v 17. minutě střelou z voleje poslal Bayern do vedení. Ten nakonec farmaceutický celek porazil 3:1.
V posledním kole Bundesligy naposledy nastoupil za Bayern a při výhře 5:1 vstřelil jeden z pěti gólů do sítě Eintrachtu Frankfurt.

### Groningen
V závěru kariéry si zahrál ještě za „rodný“ Groningen.

## Reprezentační kariéra
V A-mužstvu Nizozemska debutoval 30. dubna 2003 v přátelském utkání proti hostujícímu Portugalsku. Do střetnutí nastoupil v průběhu druhého poločasu, zápas skončil remízou 1:1. V kvalifikaci na MS 2014 přispěl třemi góly k postupu Nizozemska na mundial.
Zúčastnil se Eura 2004 v Portugalsku, Eura 2008 ve Švýcarsku a Rakousku, Eura 2012 v Polsku a na Ukrajině, Mistrovství světa 2006 v Německu, Mistrovství světa 2010 v Jihoafrické republice a Mistrovství světa 2014 v Brazílii.
Robben byl považován za jednoho z největších světových talentů a reprezentační trenér Marco van Basten se toho snažil využít, hru nizozemského týmu stavěl často na Robbenovi. Robben také v minulosti často sóloval a snažil se o zakončení sám, i když měl lépe postaveného spoluhráče.

### EURO 2004
Poprvé se na velkém turnaji mezinárodního fotbalu představil v Portugalsku, které EURO 2004 pořádalo. V kvalifikaci zaznamenal svoji první trefu za národní tým, když 11. října 2003 pomohl zdolat 5:0 moldavskou reprezentaci. Vzdor dubnovému zranění turnaj stihl a vměstnal se do nominace trenéra Dicka Advocaata, úvodní skupinové utkání proti Německu (remíza 1:1) ale vynechal. Proti Česku 19. června nahradil v základní sestavě jiného talentovaného mladíka Rafaela van der Vaarta a táhl Nizozemsko za výhrou. Ze standardní situace nacentroval na gól Boumy už po čtyřech minutách a po 20 minutách byl stav 2:0, poté co jeho nahrávku proměnil v gól Ruud van Nistelrooij, s nímž navázal Robben úspěšnou spolupráci. Po hodině hry Advocaat Robbena stáhl za příznivého skóre 2:1, mužstvo České republiky ale velkolepé utkání otočilo na 2:3 a trenérovo rozhodnutí bylo zkritizováno. O čtyři dny později pomohl vyhrát za podpory dvougólového Nistelrooije 3:0 nad Lotyšskem, které tým musel bezpodmínečně porazit, aby udržel naděje na postup. Třetí gól vstřelil Roy Makaay po Robbenově individuální akci zakončené přihrávkou a tato výhra nakonec čtvrtfinále zaručila.
Ve čtvrtfinále hraném 26. června se Švédskem náležel mezi nejlepší na hřišti a odehrál 120 minut tohoto prodlužovaného zápasu. V rozstřelu proměnil rozhodující penaltu, čímž ukončil nepříznivou sérii čtyř vyřazení na velkých turnajích právě na penalty trvající od 90. let. Nizozemci se do semifinálo evropského šampionátu probojovali popáté. Proti Portugalsku 30. června odcházel ze hřiště po 80 minutách, během nichž neskóroval. Nizozemsko pořadateli podlehlo 1:2.

### Mistrovství světa 2006
Robben byl jednou z hlavních hvězd mladého výběru trenéra Marca van Bastena na Mistrovství světa 2006 v Německu. Na mistrovství odehrál tři ze čtyř utkání, které dohrál do závěrečného hvizdu rozhodčího. V úvodním skupinovém utkání 11. června byl experty FIFA vyhlášen nejlepším hráčem, když vstřelil jediný gól duelu se Srbskem a Černou Horou. Jeho časté sólování však nesl nelibě spoluhráč Robin van Persie, který Robbenovi vytkl nedostatek týmovosti. O pět dní později si Nizozemsko zajistilo osmifinále po výhře 2:1 nad reprezentací Pobřeží slonoviny, v němž Robben nahrával na druhý gól po střele van Nistelrooije. Podruhé si odnesl ocenění pro nejlepšího hráče utkání. Do třetího utkání tzv. skupiny smrti proti Argentině nezasáhl. Osmifinále proti sobě 25. června postavilo Nizozemsko a Portugalsko. V utkání přezdívaném „Bitva o Norimberk“ rozhodčí udělil 20 karetních trestů. Miguelem dobře hlídaný Robben mezi potrestanými nebyl, ovšem porážce 0:1 následované vyřazením zabránit nedokázal.

### EURO 2008
Představil se na evropském turnaji EURO 2008, které společně pořádalo Rakousko se Švýcarskem. Nizozemsko se znovu ocitlo ve „skupině smrti“, v úvodu si však poradilo a porazilo 3:0 Itálii. Trenér van Basten Robbena nasadit nemohl, ten si totiž během tréninku přivodil zranění třísel. Do utkání s Francií 13. června vkročil na začátku druhé půle za stavu 1:0 namísto defenzivního záložníka Orlanda Engelaara. Svůj výpad po levém křídle zakončil přízemním centrem na van Persieho, který navýšil vedení. Vynikající výkon podepřel gólem na 3:1, kdy brankáře Grégoryho Coupeta prostřelil z ostrého úhlu za dozoru dvou obránců. O čtyři dny později následovala výhru 4:1 nad Francií výhra 2:0 nad Rumunskem, u níž byl jako součást základní sestavy. Obnovené problémy s třísly mu znemožnily start ve čtvrtfinále, ve kterém národní tým podlehl v prodloužení Rusku.

### Mistrovství světa 2010
Na světovém mistrovství v roce 2010 pořádané Jihoafrickou republikou nechyběl a za sebou měl jednu z nejlepších sezón v kariéře. V závěrečném přípravném zápase s Maďarskem necelé dva týdny před mistrovstvím se však zranil (hamstringy), ještě předtím však stihl při výhře 6:1 vstřelit dva góly. Trenér Bert van Marwijk za něho nepovolal náhradu a počítal s ním, zejména vzhledem k příznivým prognózám ohledně návratu. Národní tým zvítězil v prvotních dvou zápasech bez Robbena, ten nastoupil až 24. června při výhře 2:1 nad Kamerunem. Na hřiště jej van Marwijk vyslal po 73 minutách hry a křídelník si stihl po deseti minutách připsat asistenci u gólu Huntelaara, který dorážel do sítě Robbenův střelecký pokus vyražený gólmanem.
O čtyři dny později se v základní sestavě postavil reprezentaci Slovenska, ve kterém vstřelil úvodní gól při postupovém vítězství 2:1. Byl vyhlášen nejlepším hráčem utkání. Nizozemsko 2. července v utkání s Brazílií prohrávalo, avšak výsledek otočilo a byl to Robben, který se na tom výrazně podílel. V první půli byl aktivní hrozbou pro soupeřovu obranu, ve druhé po jednom z průniků vrátil balón Wesleymu Sneijderovi, jehož centr si srazil do vlastní branky Felipe Melo. Později padl gól na 2:1 po jím zahrávaném rohovém kopu. Utkání nedohrál Melo, vyloučený po faulu a následném šlápnutí na Robbena. Do semifinále se Nizozemsko probojovalo prvně od roku 1998. Proti Uruguayi 6. července skóroval hlavou a dostal se do příležitosti skórovat znovu, tu ale promarnil. Nizozemsko svého soupeře porazilo 3:2 a zamířilo do svého prvního finále na mistrovství světa od roku 1978. Finále odehrané na stadionu v Johannesburgu dne 11. července odehrál celé. Nizozemsko prohrálo proti Španělsku 0:1 v prodloužení. Po Sneijderově přihrávce měl ve druhém poločase největší gólovou příležitost svého týmu, brankář Iker Casillas mu ale skórovat zabránil. Náležel mezi desítku fotbalistů, z nichž komise FIFA vybírala trojici nejlepších hráčů mistrovství a mezi nimiž zvítězil Diego Forlán.

### EURO 2012
Mistrovství Evropy 2012 v Polsku a na Ukrajině se Nizozemsku vůbec nezdařilo. Ačkoli bylo po suvérénní kvalifikaci považováno za jednoho z největších favoritů, prohrálo v základní skupině B všechny tři zápasy (v tzv. „skupině smrti“ postupně 0:1 s Dánskem, 1:2 s Německem a 1:2 s Portugalskem) a skončilo na posledním místě. Robben odehrál všechny tři zápasy.

### Mistrovství světa 2014
Trenér Louis van Gaal jej vzal na Mistrovství světa 2014 v Brazílii. Robben se v prvním utkání proti Španělsku podílel na debaklu soupeře 5:1 dvěma góly, druhý dal po krásné individuální akci. Ve druhém zápase Nizozemska v základní skupině B proti Austrálii (výhra 3:2) vstřelil jeden gól. Nizozemsko šlo do vyřazovací fáze s devíti body z prvního místa. V osmifinále proti Mexiku (výhra 2:1) byl u obou gólových situací, kdy Nizozemci museli otáčet nepříznivý stav. Před druhým gólem rozhodčí odpískal zákrok na něj v pokutovém území. Ve čtvrtfinále s Kostarikou (0:0, 4:3 na penalty) proměnil stejně jako jeho tři spoluhráči v závěrečném penaltovém rozstřelu svůj pokus a Nizozemsko postoupilo mezi čtyři nejlepší celky turnaje. V semifinále s Argentinou po výsledku 0:0 šel také kopat penaltu a proměnil ji. Nizozemci ale v rozstřelu podlehli 2:4 a šli do boje o bronzové medaile proti Brazílii, který vyhráli 3:0. Robben byl na turnaji tahounem mužstva.

## Úspěchy

### Klubové
PSV Eindhoven
- 1× vítěz nizozemské ligy Eredivisie – 2002/03
- 1× vítěz nizozemského superpoháru Johan Cruijff Schaal – 2003

Chelsea
- 2× vítěz anglické ligy Premier League – 2004/05, 2005/06[9]
- 1× vítěz anglického poháru FA Cup – 2006/07
- 2× vítěz anglického ligového poháru Carling Cup – 2004/05, 2006/07
- 1× vítěz anglického superpoháru FA Community Shield – 2005

Real Madrid
- 1× vítěz španělské ligy Primera División – 2007/08
- 1× vítěz španělského superpoháru Supercopa de España – 2008

Bayern Mnichov
- 8× vítěz německé Bundesligy – 2009/10, 2012/13, 2013/14, 2014/15, 2015/16, 2016/17, 2017/18, 2018/19
- 5× vítěz německého poháru DFB-Pokal – 2009/10, 2012/13, 2013/14, 2015/16, 2018/19
- 2× vítěz německého superpoháru DFL-Supercup – 2012, 2018
- 1× vítěz Ligy mistrů UEFA – 2012/13
- 1× vítěz Superpoháru UEFA – 2013

### Reprezentační
Nizozemská reprezentace
- stříbrná medaile na Mistrovství světa – 2010
- bronzová medaile na Mistrovství světa – 2014
- bronzová medaile na Mistrovství Evropy – 2004

### Individuální
- Nizozemský talent roku (Nederlands Voetbal Talent van het Jaar) – 2002/03[2]
- Cena Johana Cruijffa (Johan Cruijff Prijs) – 2002/03[2]
- Cena Bravo – 2005[135]
- Hráč měsíce Premier League – listopad 2004[9]
- Tým roku Premier League podle PFA – 2004/05
- Nejlepší jedenáctka podle ESM – 2004/05,[136] 2009/10,[zdroj?] 2014/15[137]
- Fotbalista roku v Německu – 2010[51]
- Německý gól měsíce – leden 2010,[138] březen 2010,[138] duben 2010,[138] únor 2013
- Tým roku podle UEFA – 2011,[139] 2014[140]
- Sestava sezóny Ligy mistrů UEFA – 2013/14[141]
- Světová jedenáctka FIFA FIFPro – 2014[142]
- Bronzový míč pro třetího nejlepšího hráče mistrovství světa – 2014[143]
- All-Star tým mistrovství světa – 2014[144]
- Nizozemský sportovec roku – 2014[92]

## Osobní život
Dne 9. června 2007 se v Groningenu po sedmi letech vztahu oženil s Bernadien Eillert. S ní má tři děti – syny Luku a Kaie a dceru Lynn. Jeho otec Hans pro něj plnil roli fotbalového agenta.